# Ennis (Ierland)
Ennis (Iers: Inis) is een Ierse stad in centraal County Clare, aan de rivier Fergus. De plaats telt ongeveer 23.000 inwoners en is de hoofdstad van County Clare. Het is een centrum van handel, overheid en (lichte) industrie. Shannon Airport ligt zo'n 24 kilometer ten zuiden van Ennis. De stad is de zetel van het rooms-katholieke bisdom Killaloe.

## Historie
In de dertiende eeuw verrees op het eiland een franciscaner abdij, die in belangrijke mate bijgedragen heeft aan de ontwikkeling van Ennis en County Clare. De abdij is verwoest door troepen van het Engelse Parlement onder aanvoering van Oliver Cromwell, die daarmee de invloed van de katholieke kerk in Ierland (die hij als Anglicaan verafschuwde) wilde breken. De ruïnes zijn nu een veel bezochte toeristische attractie.
Ook de O'Brien-familie, die afstamt van de legendarische Hoge Koning Brian Boru, heeft veel bijgedragen aan de ontwikkeling van Ennis. Dankzij haar werd Ennis bij de vorming van de counties gekozen als hoofdplaats van County Clare en verwierf het belangrijke rechten, zoals marktrechten en vrij burgerschap.
Ennis heeft een belangrijke rol gespeeld in het politieke leven van Ierland. Beroemd in dit verband is de verkiezing in 1828 van de katholiek Daniel O'Connell tot lid van het Engelse Parlement. Bij deze verkiezing werd de kandidaat van de aristocratie weggevaagd door een goed georganiseerde stemactie van de kleine boeren. De verkiezing leidde uiteindelijk tot een groot aantal hervormingen ten bate van de katholieke bevolking.
De verkiezing van Éamon de Valera, een van de leiders van de Paasopstand in Dublin in 1916, in de tussentijdse verkiezingen in Oost-Clare betekende een gevoelige nederlaag voor de Engelse regering en bleek uiteindelijk bepalend voor het politieke leven in Ierland voor de volgende tientallen jaren.
Van grote invloed was ook het bezoek van Charles Stewart Parnell in 1880 aan Ennis. Bij een speech tot de lokale Land League gaf hij hoog op over het succes van de niet-strafbare actievorm van totale isolatie van landeigenaren, hun rentmeesters en personeel. Enige tijd eerder was deze methode toegepast tegen Charles Boycott, rentmeester van de Earl of Erne in County Mayo, en zo'n succes gebleken dat de actievorm bekend werd als boycot.

## Naamgeving
De stad ontleent zijn naam aan "Inis", wat zoveel betekent als "eiland". De rivier Fergus splitste zich namelijk in twee takken, waardoor een eiland ontstond. Het oorspronkelijke eiland is inmiddels verdwenen. Onduidelijk is of dit door een natuurlijk proces of door menselijk ingrijpen is geschied.

## Bezienswaardigheden
- Quin Abbey, een ruïne van een franciscaner abdij uit de veertiende eeuw, tien kilometer ten oosten van Ennis.

## Geboren in Ennis
- Tony MacMahon (1939-2021), accordeonspeler

Ardnacrusha · Aughinish · Ballynacally · Ballyvaughan · Barefield · Bodyke · Bridgetown · Broadford · Bunratty · Carrigaholt · Carran · Clarecastle · Clonlara · Cloonanaha · Connolly · Cooraclare · Coore - Corofin · Cratloe · Cree (Creegh) · Cross · Crusheen · Doolin · Doonaha · Doonbeg · Ennis · Ennistymon · Fanore · Feakle · Hurlers Cross · Inagh · Kilbaha · Kildysart · Kilfenora · Kilkee · Kilkishen · Killaloe · Killimer · Kilmihil · Kilnamona · Kilrush · Kilshanny · Knock · Labasheeda · Lahinch · Liscannor · Lisdoonvarna · Lissycasey · Loop Head · Meelick · Milltown Malbay · Mountshannon · Mullagh · Newmarket-on-Fergus · Noughaval · O'Briensbridge · O'Callaghans Mills · Parteen · Quilty · Quin · Ruan · Scariff · Shannon · Sixmilebridge · Spancillhill · Spanish Point · Tuamgraney · Tulla · Whitegate

Regio's

Burren · Loop Head